# Alien 2 - Sobre la tierra
Alien 2 - Sobre la tierra —cuyo título original en italiano es Alien 2 : Sulla terra; título inglés es Alien 2: On Earth— es una película de terror y ciencia ficción filmada en el año 1980 y dirigida por Ciro Ippolito. La película es una secuela no oficial de Alien, el octavo pasajero, la película de 1979 dirigida por Ridley Scott, aunque la trama de Alien 2 no tiene nada que ver con la película original.
La película atrajo a 211 000 espectadores en España y obtuvo 32,433.124 pesetas. Sin embargo, recibió críticas mediocres.

## Trama
Un grupo de espeleólogos investiga una gruta y se topan con unos extraños minerales de origen desconocido. La joven que guía al grupo comienza a notar que minerales son huevos alienígenas, y sus camaradas son presas de metamorfosis de origen extraterrestre.